# Ischnopsyllus octactenus
Ischnopsyllus octactenus är en loppart som först beskrevs av Friedrich Anton Kolenati 1856.  Ischnopsyllus octactenus ingår i släktet Ischnopsyllus och familjen fladdermusloppor. Inga underarter finns listade i Catalogue of Life.